# Melanotrichus mimus
Melanotrichus mimus är en insektsart som beskrevs av Knight 1927. Melanotrichus mimus ingår i släktet Melanotrichus och familjen ängsskinnbaggar. Inga underarter finns listade i Catalogue of Life.